# Nederlandse Spoorwegen
Nederlandse Spoorwegen N.V. (AFI: /'ne:dərˌlɑntsə 'spo:rˌʋe:xə/), meglio nota attraverso l'acronimo NS, è un'azienda ferroviaria statale che opera nel settore del trasporto ferroviario di passeggeri nei Paesi Bassi. L'infrastruttura è invece gestita da ProRail, altra società sempre appartenente allo stato dei Paesi Bassi.
Per i viaggi è utilizzabile una smart card contactless, la OV-chipkaart, utilizzabile oltre che sulla rete ferroviaria, su tutti i trasporti pubblici terrestri di linea dei Paesi Bassi.

## Rete ferroviaria

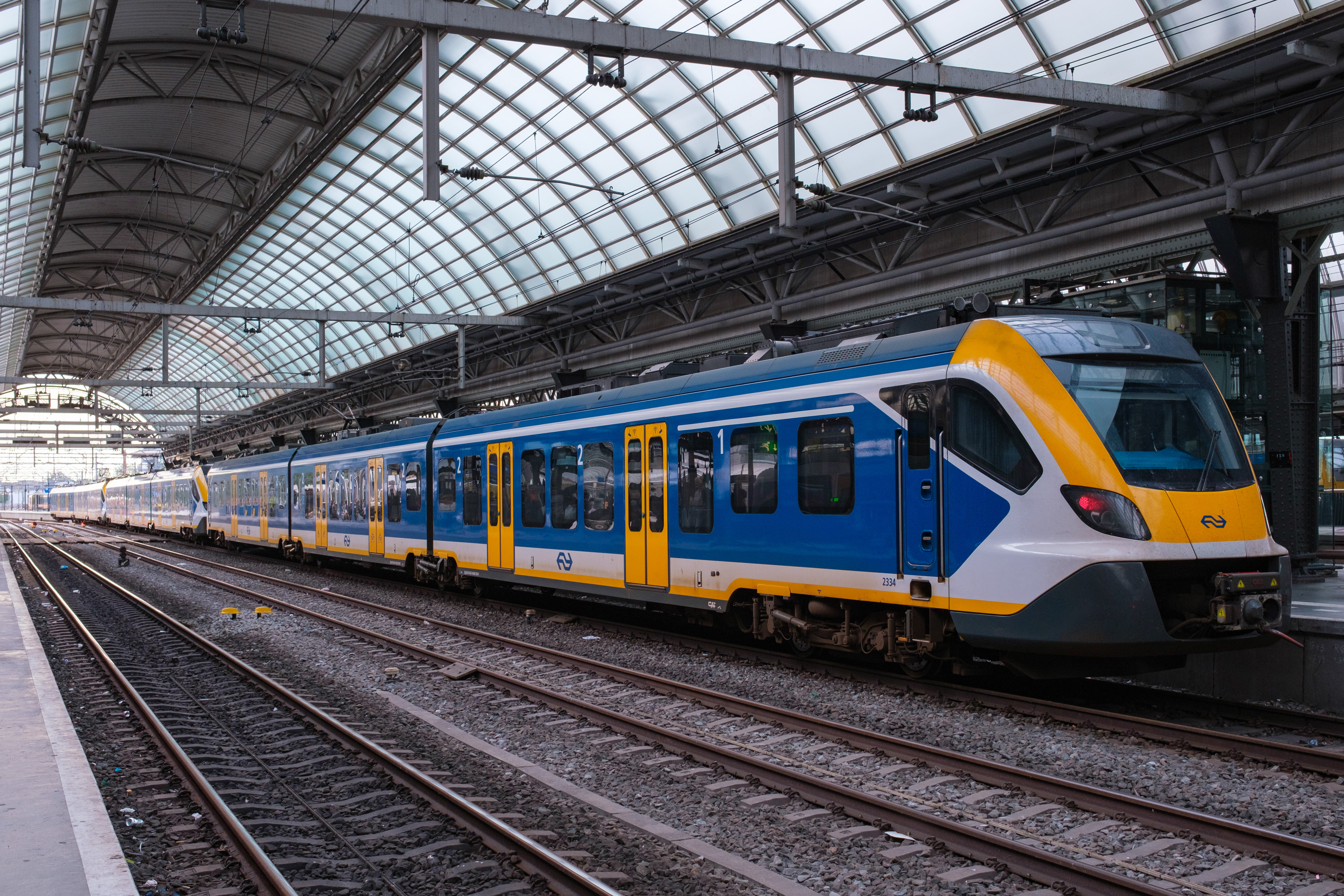
Treno NS nella stazione di Amsterdam Centrale

Rete ferroviaria dei Paesi Bassi

Le NS operano su una rete molto densa. Da uno a due treni ogni ora collegano le principali città del paese, le 4 principali Amsterdam, Rotterdam, L'Aia e Utrecht sono collegate fino a 4 volte all'ora. Con l'eccezione di una piccola linea nel Limburgo, il traffico ferroviario si svolge in pianura con pendenze molto ridotte.
In collaborazione con le ferrovie tedesche viene offerto un collegamento ICE ogni due ore tra Amsterdam e Francoforte e ogni 4 ore tra l'aeroporto di Amsterdam e Berlino via Osnabrück–Hannover. in collaborazione con le ferrovie francesi vengono offerti collegamenti Thalys da Amsterdam e Schiphol a Bruxelles e Parigi.
Il Paese è stato il primo al mondo ad avere l'intera rete ferroviaria elettrificata. La corrente impiegata è continua con una tensione di 1500 Volt, mentre la linea merci (confine Emmerich -) Zevenaar-Zuid - porto di Rotterdam è a corrente alternata 25.000 Volt e 50 Hertz.

## Traffico ferroviario
Nei Paesi Bassi si possono distinguere 5 categorie di treni passeggeri:
- Sprinter: si ferma in tutte le stazioni e circola soprattutto nelle zone urbane. Questa categoria è ancora in fase di sviluppo e ha molte similitudini con le S-Bahn in Germania.
- Stoptrein: si ferma in tutte le stazioni e viene offerto quasi esclusivamente nel traffico locale. Sono l'offerta base su ogni tratta ferroviaria. Gli Stoptrein viaggiano anche oltre frontiera, come per esempio il Maas-Wupper-Express tra Hamm (DE) e Venlo (NL).
- Sneltrein: viene utilizzato nel traffico rapido regionale e si ferma solo in centri di media o grande importanza. Questa categoria non è però presente sulla totalità della rete ferroviaria, bensì solo sulle tratte principali. In ogni caso, la categoria Sneltrein è stata eliminata e in seguito sostituita da InterCity.
- Intercity: collega le città principali del paese.
- Internationale Trein: questi treni offrono i collegamenti internazionali tra i Paesi Bassi e Belgio e Germania.
- Oltre a questi circolano sulla rete olandese anche ICE International delle DB e NS e i treni Thalys.

I treni a lunga percorrenza (Intercity e treni internazionali) saranno controllati dalla NS Reizigers, mentre i treni a percorrenza regionale saranno gestiti dalla NS Reizigers ma anche da Syntus, Veolia e Arriva.
Il trasporto merci della NS (la precedente NS Cargo) è noto col nome di Railion Nederland in collaborazione, già de alcuni anni, con le imprese di trasporto merci delle ferrovie tedesche e delle ferrovie danesi. Dal 2003 la Railion Nederland non è più di proprietà della NS.
Consiste di una rete notturna, che copre le tratte tra Utrecht o Rotterdam e Amsterdam–Schiphol–L'Aia, in un'ora.